# 德行東路
德行東路，為臺灣臺北市士林區一條東西向道路。由西向東原為中十二路、芝蘭路二段、一段，於1975年拓寬，1982年8月5日改為今名。西起中山北路六段德行西路路口，東過東山路後轉變為單線道之小路，於下東勢地區東山里南部中斷，為臺北市天母地區主要道路之一。除忠誠路口附近規劃為商業區外，其餘部分為住宅區，但住宅一樓多作店面使用，沿線多餐飲、美容、診所、銀行等設施，生活機能豐富。與士東路、天母東路、天母西路為天母東西向主要道路，串連中山北路、忠誠路等南北向主要道路。又因連結德行西路通往臺北捷運芝山站，亦為天母地區重要的聯外道路。

## 里界
德行東路為臺北市士林區天母、蘭雅、芝山岩次分區之東西向主要道路。過去為傳統地域三角埔（三玉）、湳雅（蘭雅）、石角（芝山）、下東勢（東山）4的交界地帶，今日部分路段仍作為當地里行政區的分界線使用。
| 北       | 蘭雅里 | 三玉里 | 芝山里 | 東山里 | 北 |
| 德行東路 |        |        |        |        |    |
| 南       | 忠誠里 | 聖山里 | 芝山里 | 芝山里 | 南 |

## 沿途地標及設施

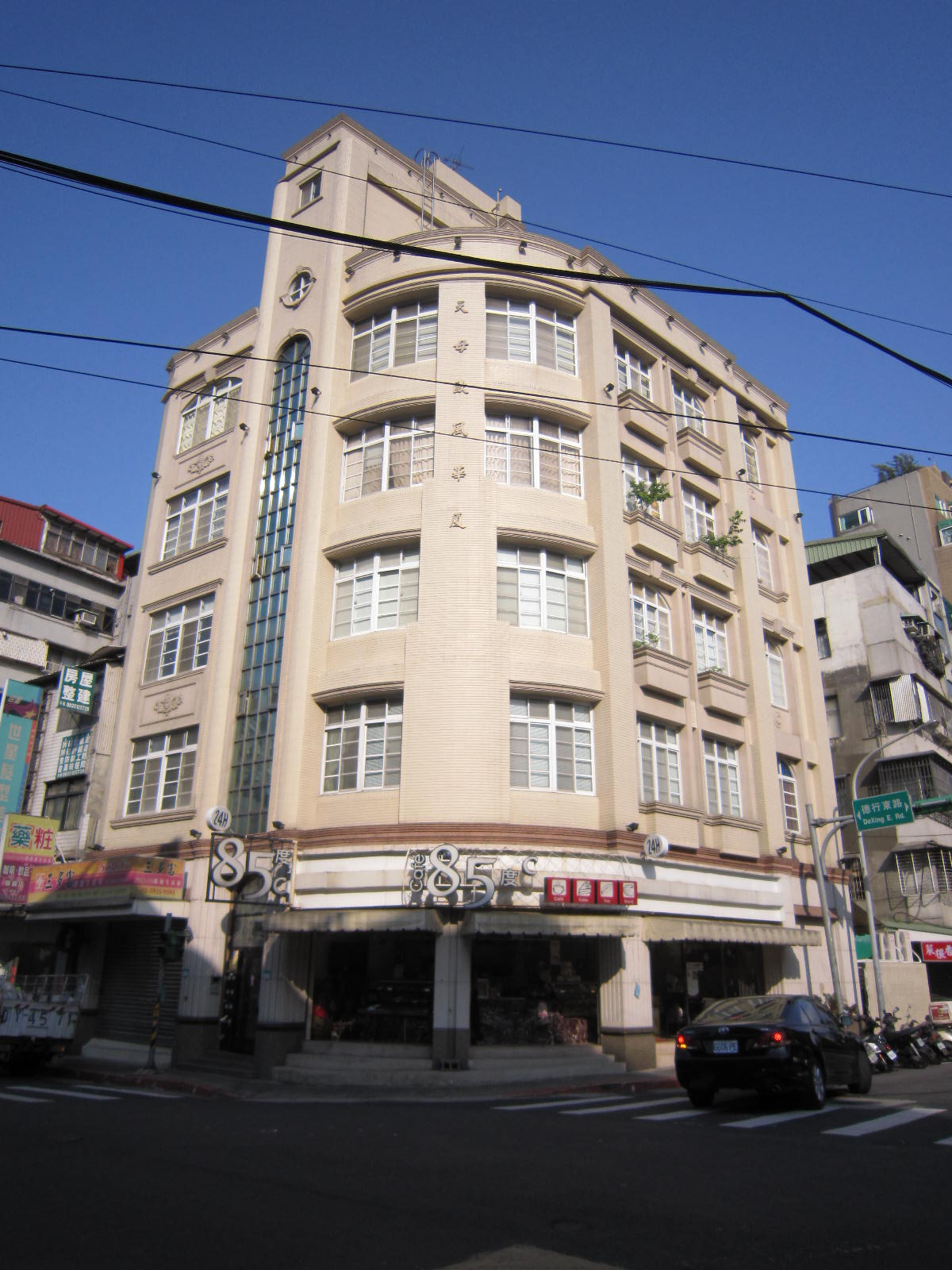
85°C天母德行店

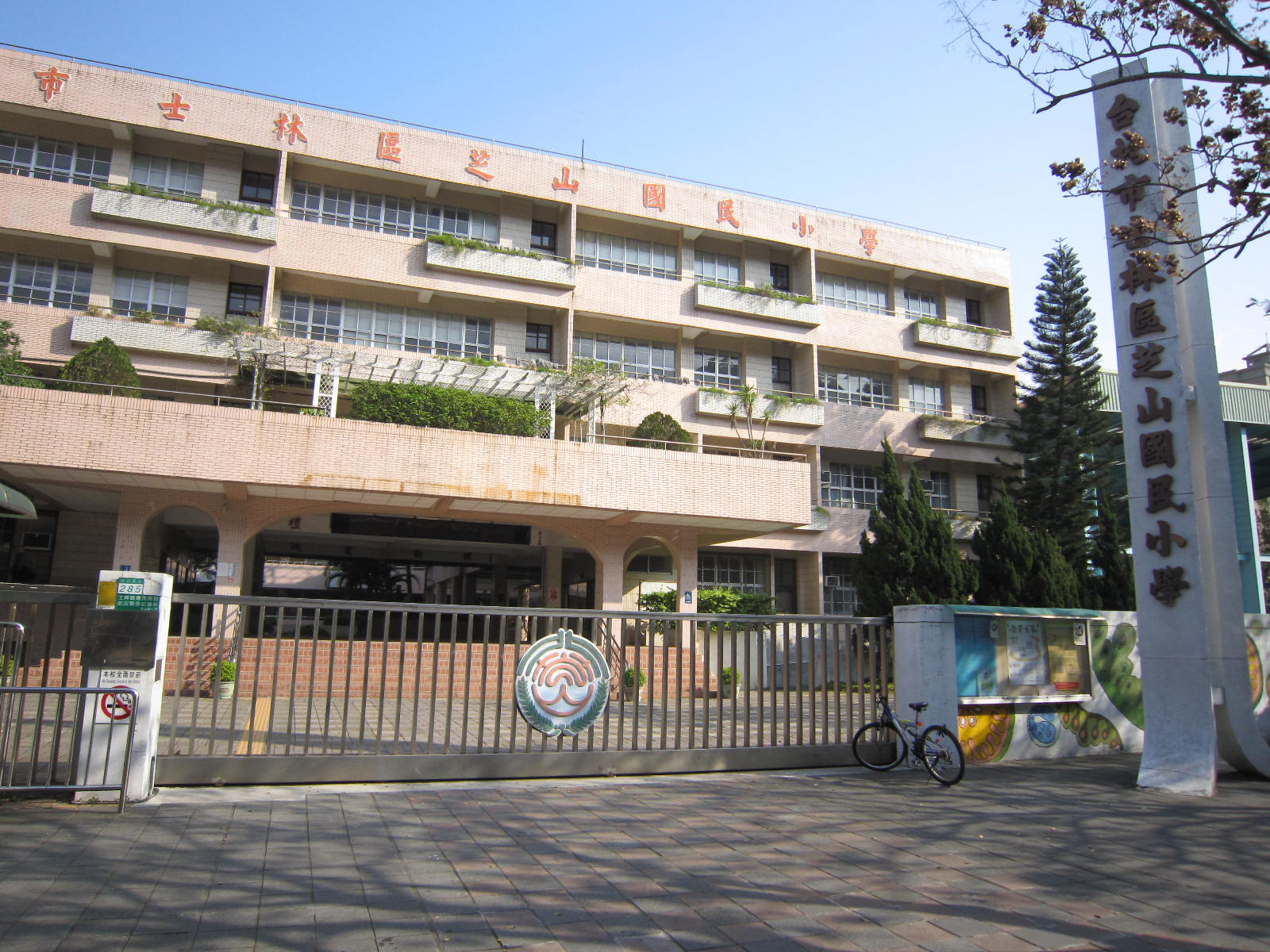
芝山國小

（由西向東排列）
- 雄獅旅遊臺北天母德行門市
- 石油新村
- 迷克夏天母店
- 芝玫蛋糕
- 周胖子餃子館
- 麥當勞臺北德行店
- 頂好超市陽明店
- 八方雲集士林德行東店
- 85度C天母德行店
- 小獅王兒童綜合體能館
- 臺北市立芝山國民小學
- 芝園社區
- 忠孝新村
- 成功營區

## 交通
| 編號       | 路線起迄         | 本路段公車站牌                                               |
| ---------- | ---------------- | ------------------------------------------------------------ |
| 206        | 天母－中華路     | 石油新村－忠義新城－德行忠誠路口－德行東路－芝山里－芝山國小 |
| 280、280直 | 天母－公館       | 石油新村－忠義新城－德行忠誠路口－德行東路－芝山里－芝山國小 |
| 602        | 天母－北投       | 德行東路－芝山里－芝山國小                                   |
| 616        | 泰山－天母       | 石油新村－忠義新城－德行忠誠路口                             |
| 685        | 麟光新村－天母   | 德行東路                                                     |
| 紅15       | 天母－社子       | 芝山里－芝山國小                                             |
| 市民小巴11 | 天母－捷運芝山站 | 石油新村－忠義新城－德行忠誠路口                             |